# ویلا د استه
ویلا د استه ویلایی قرن شانزدهمی در تیوولی، نزدیک رم است که به خاطر باغ رنسانس ایتالیایی در دامنه تپه‌ای و به‌ویژه به خاطر فواره‌های فراوانش معروف است. این ویلا در حال حاضر یک موزه دولتی ایتالیا است و در فهرست میراث جهانی یونسکو ثبت شده‌است.

## تاریخ
ویلا توسط کاردینال ایپولیتو دوم داسته (۱۵۰۹–۱۵۷۲)، پسر دوم آلفونسو اول، دوک فرارا و نوه پاپ الکساندر ششم از طریق مادرش لوکرزیا بورجیا ساخته شد. خانواده استه از سال ۱۳۹۳ ارباب فرارا بودند و به عنوان حامیان هنر و علمای اومانیست رنسانس مشهور بودند.